# 浦佐村
浦佐村（うらさむら）は、かつて新潟県南魚沼郡にあった村。

## 沿革
- 1889年（明治22年）4月1日 - 町村制施行に伴い南魚沼郡浦佐村、五箇村、鰕島村が合併し、浦佐村が発足。
- 1956年（昭和31年）4月1日 - 南魚沼郡東村、大崎村、藪神村と合併し、大和村となり消滅。